# Regeringen Carlsson III
Regeringen Carlsson III var en regering i Sverige som tillträdde den 7 oktober 1994 och avgick 22 mars 1996.
Under tiden mellan riksdagsvalet den 18 september och regeringens tillträde inträffade Estoniakatastrofen, den 28 september.

## Statsråd
Ingvar Carlsson hade i valrörelsen 1994 lovat att en socialdemokratisk regering skulle ha lika många män som kvinnor.[källa behövs] Slutresultatet blev att elva av de tjugotvå statsråden var kvinnor.

* Statsminister eller departementschef
| Titel                                                                     | Namn                 | Namn                 | Tillträdde           | Avgick               | Parti                | Ref                  |                      |                      |                      |
| Statsrådsberedningen                                                      | Statsrådsberedningen | Statsrådsberedningen | Statsrådsberedningen | Statsrådsberedningen | Statsrådsberedningen | Statsrådsberedningen | Statsrådsberedningen | Statsrådsberedningen | Statsrådsberedningen |
| ------------------------------------------------------------------------- | -------------------- | -------------------- | -------------------- | -------------------- | -------------------- | -------------------- | -------------------- | -------------------- | -------------------- |
| Statsminister                                                             |                      | Ingvar Carlsson*     | 7 oktober 1994       | 22 mars 1996         | Socialdemokraterna   |                      |                      |                      |                      |
| Vice statsminister                                                        |                      | Mona Sahlin          | 7 oktober 1994       | 16 november 1995     | Socialdemokraterna   |                      |                      |                      |                      |
| Samordningsminister                                                       |                      | Jan Nygren           | 7 oktober 1994       | 22 mars 1996         | Socialdemokraterna   |                      |                      |                      |                      |
| Justitiedepartementet                                                     |                      |                      |                      |                      |                      |                      |                      |                      |                      |
| Justitieminister                                                          |                      | Laila Freivalds*     | 7 oktober 1994       | 22 mars 1996         | Socialdemokraterna   |                      |                      |                      |                      |
| Utrikesdepartementet                                                      |                      |                      |                      |                      |                      |                      |                      |                      |                      |
| Utrikesminister                                                           |                      | Lena Hjelm-Wallén*   | 7 oktober 1994       | 22 mars 1996         | Socialdemokraterna   |                      |                      |                      |                      |
| Biståndsminister                                                          |                      | Pierre Schori        | 7 oktober 1994       | 22 mars 1996         | Socialdemokraterna   |                      |                      |                      |                      |
| Europa- och utrikeshandelsminister samt minister för nordiskt samarbete   |                      | Mats Hellström       | 7 oktober 1994       | 22 mars 1996         | Socialdemokraterna   |                      |                      |                      |                      |
| Försvarsdepartementet                                                     |                      |                      |                      |                      |                      |                      |                      |                      |                      |
| Försvarsminister                                                          |                      | Thage G. Peterson*   | 7 oktober 1994       | 22 mars 1996         | Socialdemokraterna   |                      |                      |                      |                      |
| Socialdepartementet                                                       |                      |                      |                      |                      |                      |                      |                      |                      |                      |
| Socialminister                                                            |                      | Ingela Thalén*       | 7 oktober 1994       | 22 mars 1996         | Socialdemokraterna   |                      |                      |                      |                      |
| Sjukförsäkringsminister                                                   |                      | Anna Hedborg         | 7 oktober 1994       | 22 mars 1996         | Socialdemokraterna   |                      |                      |                      |                      |
| Finansdepartementet                                                       |                      |                      |                      |                      |                      |                      |                      |                      |                      |
| Finansminister                                                            |                      | Göran Persson*       | 7 oktober 1994       | 22 mars 1996         | Socialdemokraterna   |                      |                      |                      |                      |
| Utbildningsdepartementet                                                  |                      |                      |                      |                      |                      |                      |                      |                      |                      |
| Utbildningsminister                                                       |                      | Carl Tham*           | 7 oktober 1994       | 22 mars 1996         | Socialdemokraterna   |                      |                      |                      |                      |
| Skolminister                                                              |                      | Ylva Johansson       | 7 oktober 1994       | 22 mars 1996         | Socialdemokraterna   |                      |                      |                      |                      |
| Jordbruksdepartementet                                                    |                      |                      |                      |                      |                      |                      |                      |                      |                      |
| Jordbruksminister                                                         |                      | Margareta Winberg*   | 7 oktober 1994       | 22 mars 1996         | Socialdemokraterna   |                      |                      |                      |                      |
| Miljödepartementet                                                        |                      |                      |                      |                      |                      |                      |                      |                      |                      |
| Miljöminister                                                             |                      | Anna Lindh*          | 7 oktober 1994       | 22 mars 1996         | Socialdemokraterna   |                      |                      |                      |                      |
| Näringsdepartementet                                                      |                      |                      |                      |                      |                      |                      |                      |                      |                      |
| Näringsminister                                                           |                      | Sten Heckscher*      | 7 oktober 1994       | 5 februari 1996      | Socialdemokraterna   |                      |                      |                      |                      |
| Näringsminister                                                           |                      | Jörgen Andersson*    | 5 februari 1996      | 22 mars 1996         | Socialdemokraterna   |                      |                      |                      |                      |
| Bostads- och energiminister                                               |                      | Jörgen Andersson     | 7 oktober 1994       | 22 mars 1996         | Socialdemokraterna   |                      |                      |                      |                      |
| Kulturdepartementet                                                       |                      |                      |                      |                      |                      |                      |                      |                      |                      |
| Kulturminister                                                            |                      | Margot Wallström*    | 7 oktober 1994       | 22 mars 1996         | Socialdemokraterna   |                      |                      |                      |                      |
| Arbetsmarknadsdepartementet                                               |                      |                      |                      |                      |                      |                      |                      |                      |                      |
| Arbetsmarknadsminister                                                    |                      | Anders Sundström*    | 7 oktober 1994       | 22 mars 1996         | Socialdemokraterna   |                      |                      |                      |                      |
| Invandrar- och arbetsrättsminister                                        |                      | Leif Blomberg        | 7 oktober 1994       | 22 mars 1996         | Socialdemokraterna   |                      |                      |                      |                      |
| Kommunikationsdepartementet                                               |                      |                      |                      |                      |                      |                      |                      |                      |                      |
| Kommunikationsminister                                                    |                      | Ines Uusmann*        | 7 oktober 1994       | 22 mars 1996         | Socialdemokraterna   |                      |                      |                      |                      |
| Civildepartementet                                                        |                      |                      |                      |                      |                      |                      |                      |                      |                      |
| Civil-, kyrko-, idrotts-, jämställdhets-, ungdoms-, och konsumentminister |                      | Marita Ulvskog*      | 7 oktober 1994       | 22 mars 1996         | Socialdemokraterna   | [ 2 ]                |                      |                      |                      |

## Bildande
På förmiddagen dagen efter riksdagsvalet 1994 – måndagen den 19 september 1994 – inlämnade statsminister Carl Bildt sin ansökan om entledigande till riksdagens talman Ingegerd Troedsson. Talmannen entledigade omedelbart statsministern och övriga statsråd. Under dagen förde talmannen samtal med samtliga ledare för de partier som invalts i riksdagen och överlade därefter med de vice talmännen. Senare samma dag uppdrog talmannen åt Ingvar Carlsson att undersöka förutsättningarna för att bilda en regering med bredast möjliga underlag. På Ingvar Carlssons förslag utsattes ett nytt möte mellan honom och talmannen till dagen därpå för att Ingvar Carlsson då skulle ges tillfälle att rapportera om sitt uppdrag. Direkt därefter informerade talmannen de vice talmännen och senare under kvällen även övriga partiledare.
Tisdagen den 20 september informerade talman Troedsson statschefen H.M. Konungen. Samma dag meddelade Ingvar Carlsson talmannen att han haft kontakt med samtliga partiledare och att han behövde utsträckt tid för att fullfölja sitt uppdrag. Han beviljades detta och ett nytt möte utsattes till onsdagen den 21 september.
Vid mötet den 21 september mellan talmannen och Ingvar Carlsson rapporterade Carlsson om sitt uppdrag. Hans uppfattning var, efter att ha haft kontakt med samtliga partiföreträdare, att en enpartiregering bestående av socialdemokrater och med brett samarbete också över blockgränser skulle ha bäst förutsättningar. Talmannen hade direkt därefter åter samråd med övriga partiföreträdare och redogjorde vid dessa samtal för det andra uppdrag hon avsåg att senare samma dag ge Ingvar Carlsson, nämligen att undersöka förutsättningarna att bilda en enpartiregering med erforderligt stöd i riksdagen. Talmannen redogjorde även för det tredje uppdrag som hon, vid positivt besked, avsåg att senare ge honom, nämligen att fullfölja förberedelsearbetet att bilda en regering.
Därpå överlade talmannen med de vice talmännen. Därefter fick Ingvar Carlsson i uppdrag att undersöka förutsättningarna för att bilda en enpartiregering med erforderligt stöd i riksdagen. Ingvar Carlsson meddelade att han önskade redogöra för detta morgonen därpå, den 22 september. Talmannen meddelade honom att hon avsåg att dessförinnan vara tillgänglig per telefon för synpunkter från övriga partiföreträdare. Talmannen hade inte för avsikt att på nytt samråda med dem, såvida inte önskemål därom framställdes, eftersom de redan informerats om det planerade tredje och sista uppdraget från talmannens sida.
Torsdag morgon den 22 september återkom Ingvar Carlsson och meddelade att förnyade kontakter med partiledare visade att han skulle få erforderligt stöd för att bilda en enpartiregering. Direkt därefter överlade talmannen med de vice talmännen. Ingvar Carlsson fick därpå uppdraget att fullfölja förberedelsearbetet med att bilda en ny regering. Därefter informerade talman Troedsson statschefen.
Den nya talmannen Birgitta Dahl informerades om förberedelsearbetet inför bildandet av en ny regering av Ingegerd Troedsson onsdagen den 28 september. Sedan Birgitta Dahl den 3 oktober valts till ny talman övertog hon arbetet med regeringsbildningen.
Under eftermiddagen den 3 oktober samtalade talman Dahl med ledarna för riksdagspartierna. Därefter informerade talmannen de vice talmännen. Sedan sammanträffade hon på nytt med Ingvar Carlsson. Samma dag informerade talmannen H.M. Konungen.
Vid kammarens sammanträde tisdagen den 4 oktober föreslog talman Birgitta Dahl riksdagen att till ny statsminister utse Ingvar Carlsson, som avsåg att bilda en regering bestående av företrädare för Socialdemokraterna. Talmannens förslag prövades av riksdagen vid dess sammansträde torsdagen den 6 oktober.
Inför omröstningen den 6 oktober avgav företrädare för respektive parti följande röstförklaringar.
- Vänsterpartiets företrädare Gudrun Schyman förklarade att de efter samtal med Ingvar Carlsson hade valt att rösta för en socialdemokratisk statsminister. Partiet skulle förvisso sakligt pröva regeringens förslag men trodde att en socialdemokratisk regering skulle kunna föra en politik som Västerpartiet kunde stödja.

- Folkpartiet liberalerna ansåg att det vore en stor fördel om regeringen hade en egen majoritet i riksdagen. Folkpartiet liberalernas företrädare Lars Leijonborg förklarade att partiet tolkade regeringsformen så, att det gäller att bedöma om den föreslagna lösningen av regeringsfrågan är den bästa. Däremot såg partiet inte omröstningen om talmannens förslag till statsminister som ett ställningstagande till den föreslagna statsministerns personliga lämplighet som regeringsbildare eller till den tillträdande regeringens politik. Ingvar Carlsson hade enligt Leijonborg inte tillräckligt ingående prövat förutsättningarna att bilda en majoritetsregering. Därför avsåg partiet att rösta nej till förslaget att utse Carlsson till statsminister med uppdrag att bilda en socialdemokratisk minoritetsregering.

- Moderata samlingspartiets företrädare Lars Tobisson förklarade att partiet skulle avstå från att rösta då talmannens förslag till statsminister framstod som en naturlig följd av det parlamentariska läget. Mot den principiella bakgrunden fann partiet det naturligt att de – på samma sätt som i motsvarande situation 1982 – lade ned sina röster.

- Centerpartiets företrädare Per-Ola Eriksson förklarade att valet av statsminister enligt partiets uppfattning är en fråga om att pröva huruvida talmannens förslag överensstämmer med den parlamentariska princip som är utformad i grundlagen. Centerpartiets riksdagsgrupp ansåg att talmannens förslag var i enlighet med den parlamentariska situationen. Centerns företrädare förklarade att detta inte på något sätt innebar ett ställningstagande till den politik som regeringen Carlsson avsåg att föra. Centerns riksdagsledamöter avsåg därför att avstå vid voteringen om statsminister.

- Miljöpartiet de grönas företrädare Marianne Samuelsson förklarade att partiet hade förordat en regering med bredast möjliga majoritet och att de också hade sagt sig vara villiga att bidra till detta. För att aktivt stödja valet av statsminister hade partiet velat ha utfästelser om att kärnkraftverken i Sverige skulle börja avvecklas under mandatperioden. Samuelsson förklarade att partiet inte hade fått några sådana löften, vilket gjorde att partiet avsåg att avstå i voteringen.

- Kristdemokratiska samhällspartiets företrädare Göran Hägglund anförde att förslaget att till ny statsminister utse Ingvar Carlsson var naturligt utifrån valutslaget. Partiet avsåg att lägga ned sina röster i voteringen. Detta skulle inte uppfattas som ett ställningstagande till den blivande regeringens politik.

Voteringen utföll så att 180 ledamöter (socialdemokraterna och vänsterpartisterna) röstade ja och 26 ledamöter (folkpartister) röstade nej. 130 riksdagsledamöter avstod från att rösta. Riksdagen hade alltså godkänt talmannens förslag och utsett Ingvar Carlsson till ny statsminister.
Fredagen den 7 oktober klockan 9.00 anmälde Ingvar Carlsson för riksdagen de statsråd han utnämnt att tillsammans med honom ingå i regeringen och avgav en regeringsförklaring. Skifteskonselj hölls samma dag klockan 11.30.

## Avgång
Hösten 1995 meddelade Carlsson att han ville avgå som partiledare och statsminister. Det fanns i det läget endast en villig efterträdare, Mona Sahlin. Efter att kvällstidningarna börjat skriva om den så kallade Tobleroneaffären, drog hon tillbaka sin kandidatur. Ny kandidat blev istället Göran Persson och den 22 mars 1996 tillträdde regeringen Persson.